# Меграбад (Ерак)
Меграбад (перс. مهراباد) — село в Ірані, у дегестані Аміріє, у Центральному бахші, шахрестані Ерак остану Марказі. За даними перепису 2006 року, його населення становило 633 особи, що проживали у складі 183 сімей.

## Клімат
Середня річна температура становить 12,12 °C, середня максимальна – 31,49 °C, а середня мінімальна – -9,70 °C. Середня річна кількість опадів – 280 мм.
| Клімат поселення                              | Клімат поселення | Клімат поселення | Клімат поселення | Клімат поселення | Клімат поселення | Клімат поселення | Клімат поселення | Клімат поселення | Клімат поселення | Клімат поселення | Клімат поселення | Клімат поселення | Клімат поселення |
| Показник                                      | Січ.             | Лют.             | Бер.             | Квіт.            | Трав.            | Черв.            | Лип.             | Серп.            | Вер.             | Жовт.            | Лист.            | Груд.            |                  |
| Середній максимум, °C                         | 6,37             | 8,28             | 12,40            | 18,52            | 23,41            | 29,84            | 31,49            | 31,11            | 26,45            | 20,20            | 13,12            | 7,34             |                  |
| Середня температура, °C                       | −1,66            | 0,23             | 4,36             | 10,47            | 15,38            | 21,80            | 25,68            | 25,31            | 20,63            | 14,38            | 7,31             | 1,52             |                  |
| Середній мінімум, °C                          | −9,7             | −7,8             | −3,68            | 2,43             | 7,34             | 13,78            | 19,86            | 19,49            | 14,80            | 8,56             | 1,48             | −4,3             |                  |
| Норма опадів, мм                              | 40               | 39               | 50               | 36               | 30               | 4                | 1                | 1                | 0                | 10               | 28               | 41               |                  |
| Середньомісячна швидкість вітру, м/с          | 1.98             | 2.39             | 2.96             | 3.15             | 2.85             | 2.48             | 2.63             | 2.46             | 2.25             | 2.20             | 1.73             | 1.86             |                  |
| Середньомісячна сонячна радіація, кДж/м²·день | 9023             | 12311            | 14961            | 18288            | 22217            | 26925            | 25762            | 24087            | 21169            | 15632            | 10902            | 8855             |                  |
| --------------------------------------------- | ---------------- | ---------------- | ---------------- | ---------------- | ---------------- | ---------------- | ---------------- | ---------------- | ---------------- | ---------------- | ---------------- | ---------------- | ---------------- |
| Джерело:                                      |                  |                  |                  |                  |                  |                  |                  |                  |                  |                  |                  |                  |                  |